# Place Bellevue
Pour les articles homonymes, voir Bellevue.
La place Bellevue est une place du quartier des pentes de la Croix-Rousse dans le 1er arrondissement de Lyon, en France.

## Localisation et accès
Sa situation privilégiée fait qu’elle est aussi largement ouverte sur l’esplanade du boulevard de la Croix-Rousse créé récemment après l’aménagement de cette partie appelée Le gros caillou. Elle comprend l’ancien fort Saint-Laurent ainsi qu'un jardin aménagé où a été érigée la statue du poète Sully Prudhomme, premier écrivain à avoir reçu le Prix Nobel de littérature, et qui a vécu à la Croix-Rousse.

## Histoire
L'existence de la place est attestée en 1839. Au fil du temps, elle s'est agrandie en absorbant plusieurs autres voies : la rue Colonia (vers 1902), la rue Delassalle, la place de Brosses et la place Saint-Laurent.
La place Bellevue a été le cadre principal de la série télévisée policière Chérif (2013-2019) ; la façade d'un commissariat (fictif) y était installée.

## Éléments remarquables

### Fort Saint-Laurent
Ce bastion militaire appartient à la première ceinture fortifiée de Lyon construite à partir de 1830. Il représentait, s’élevant au-dessus du Rhône, l’extrémité du rempart du quartier de la Croix-Rousse, qui fut abattu en 1865 pour devenir le Boulevard de la Croix-Rousse.

### Monument à Sully Prudhomme
Cette statue en hommage au poète Sully Prudhomme est l’œuvre du sculpteur Marius Léon Cladel et de l'architecte Charles Meysson. Exposée à Paris en 1911, elle est inaugurée place Bellevue le 19 juillet 1914. Il s'agit d'un don des exécuteurs testamentaires du poète,.

## Accessibilité
Ce site est desservi par la station de métro Croix-Rousse.
Vélo'v : station place de la Croix-Rousse

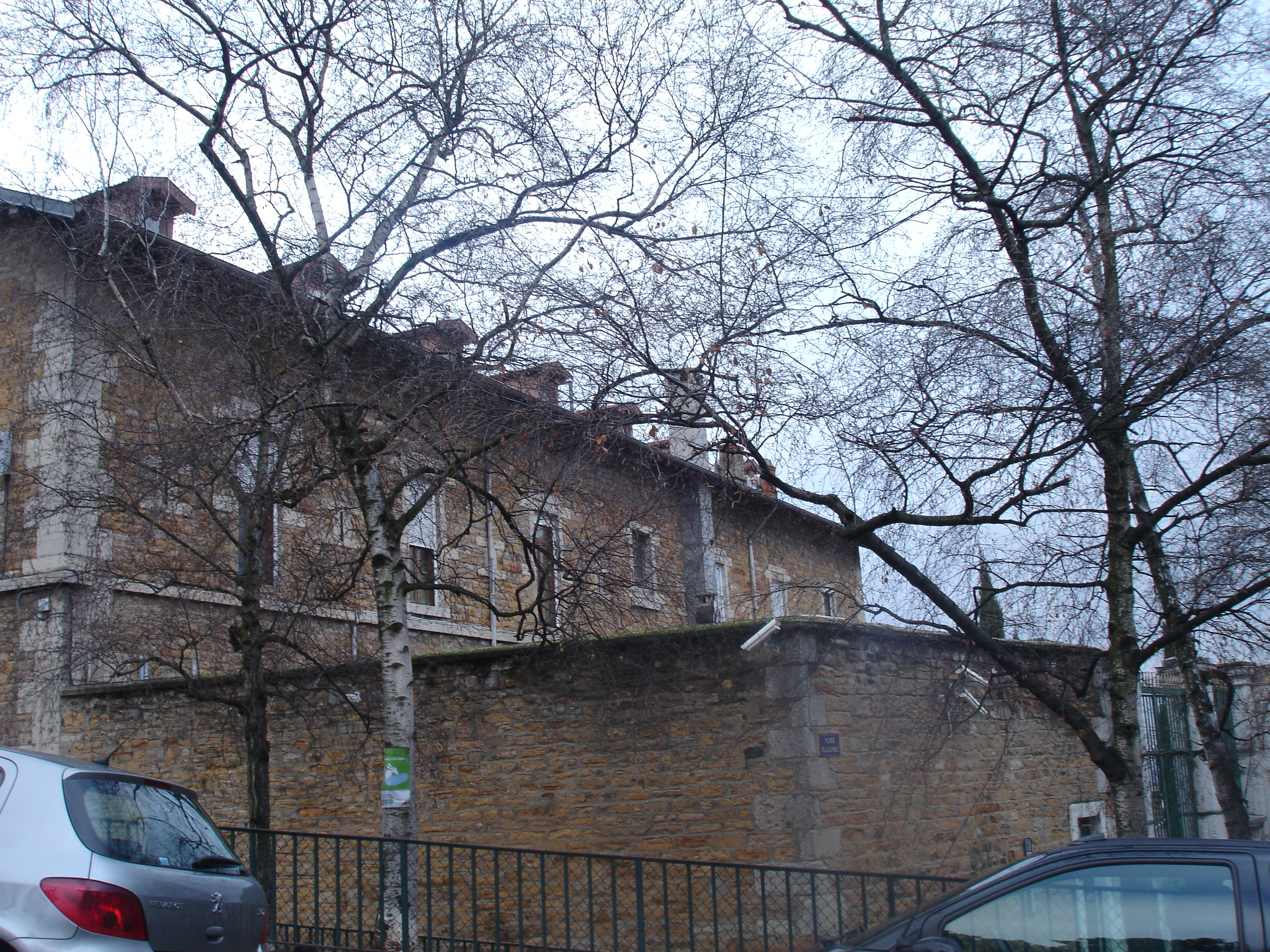
Fort Saint-Laurent.
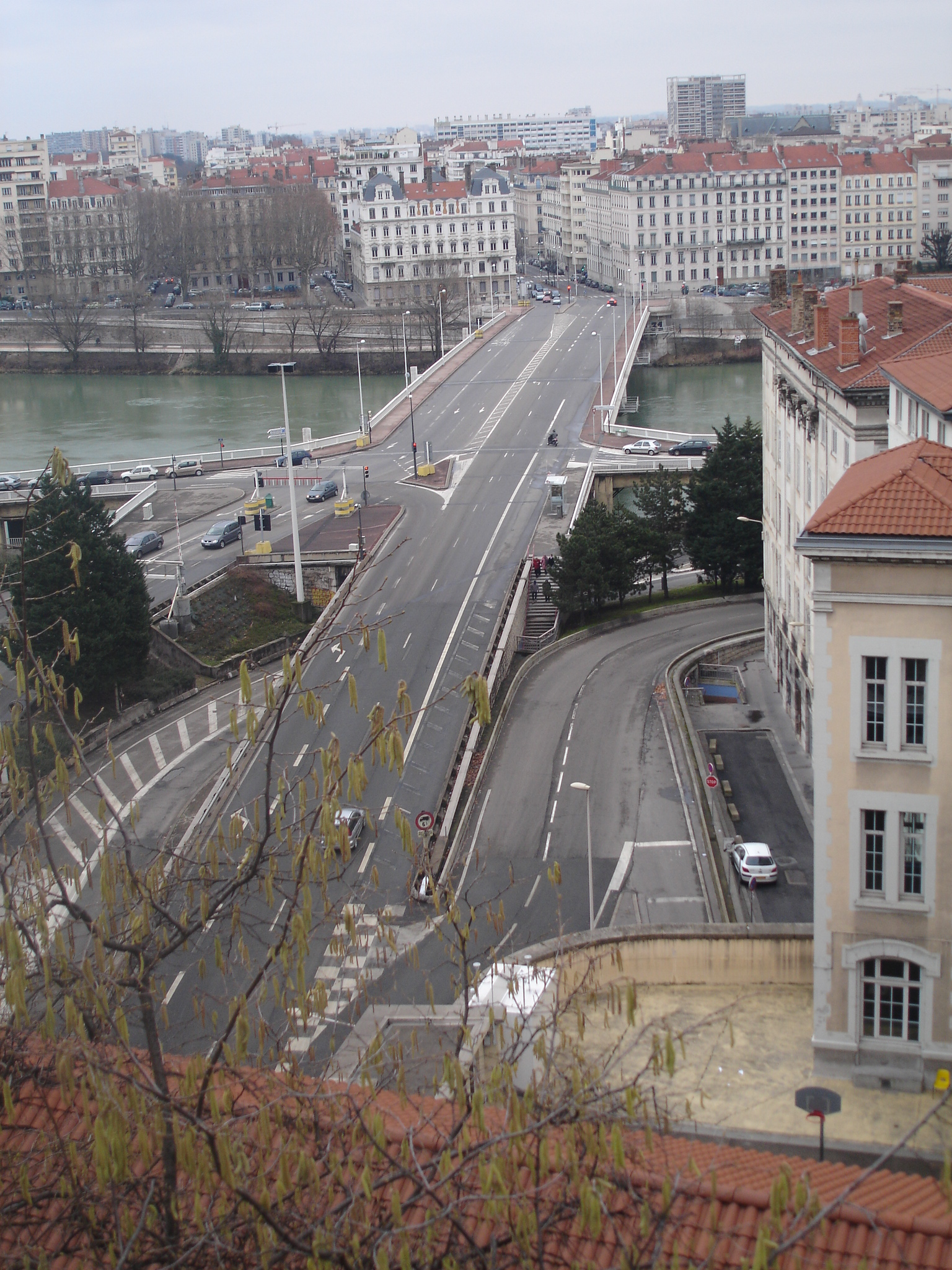
Depuis la place Bellevue, vue sur le pont De Lattre.
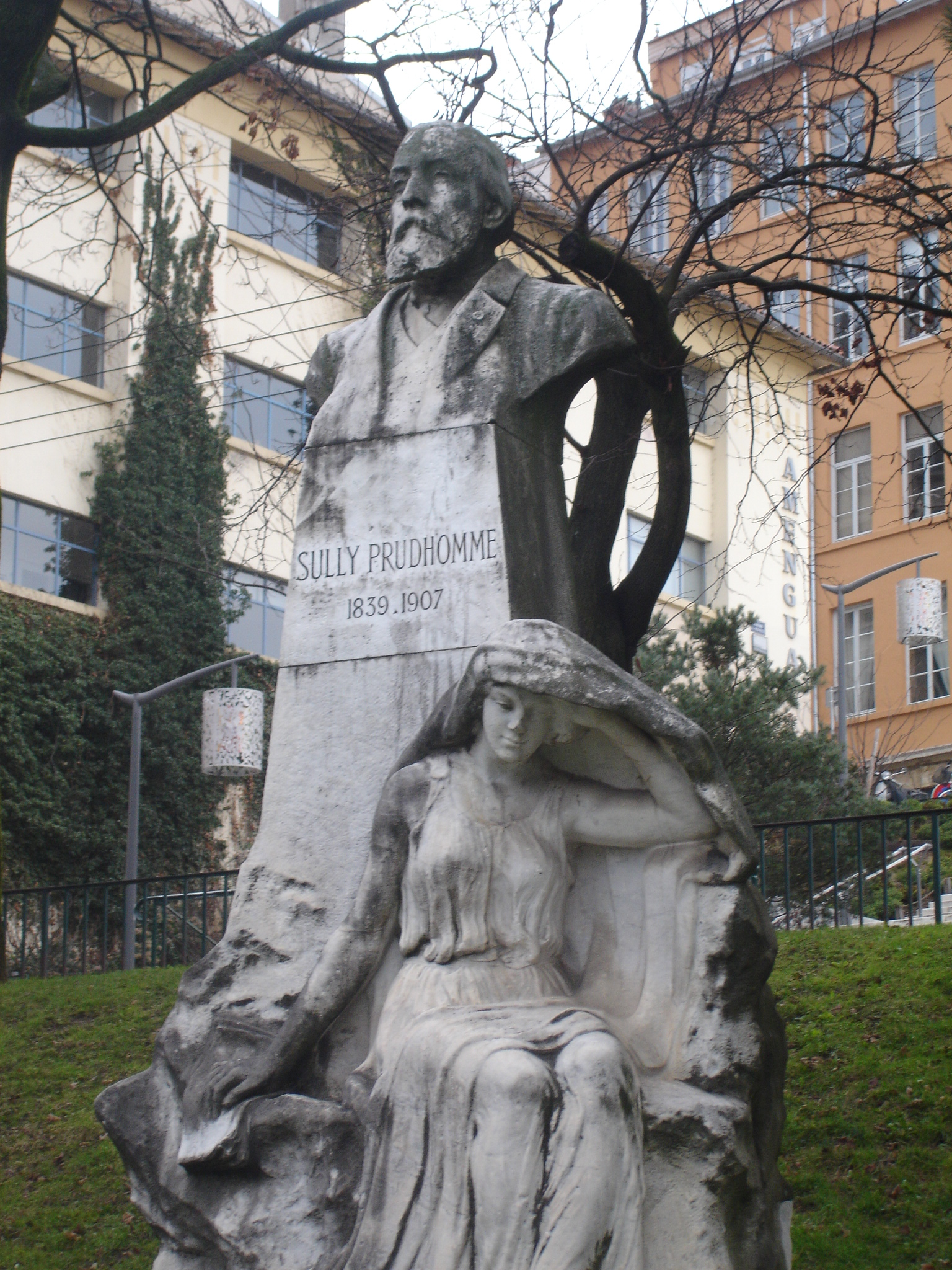